# 凤尾柏
凤尾柏（学名：Chamaecyparis obtusa cv. Filicoides）为柏科扁柏属下的一个品种/栽培型。产于中国华东地区，适用观赏，不耐寒。

## 扩展阅读
- 維基物種上的相關：凤尾柏